# Baruunturuun, Uvs
Baruunturuun (tiếng Mông Cổ: Баруунтуруун) là một sum của tỉnh Uvs ở Mông Cổ. Vào năm 2008, dân số của sum là 2.810 người.

## Địa lý
Sum có diện tích khoảng 3.300 km2. Trung tâm sum nằm cách tỉnh lỵ Ulaangom 125 km và thủ đô Ulaanbaatar 900 km.

### Khí hậu
Baruunturuun có khí hậu lục địa (phân loại khí hậu Köppen Dwb), gần ranh giới với khí hậu cận Bắc Cực (phân loại khí hậu Köppen Dwc) với mùa hè ấm áp và mùa đông lạnh giá. Nhiệt độ tối thiểu trung bình vào tháng 1 là −36,3 °C (−33,3 °F) và nhiệt độ thấp nhất được ghi nhận là -49,9 °C (−57,8 °F). Nhiệt độ tối đa được ghi nhận là 39,2 °C (102,6 °F). Mưa chủ yếu rơi vào mùa hè. Mùa đông khá khô, chỉ có tuyết rơi nhẹ.
| Dữ liệu khí hậu của Baruunturuun         | Dữ liệu khí hậu của Baruunturuun | Dữ liệu khí hậu của Baruunturuun | Dữ liệu khí hậu của Baruunturuun | Dữ liệu khí hậu của Baruunturuun | Dữ liệu khí hậu của Baruunturuun | Dữ liệu khí hậu của Baruunturuun | Dữ liệu khí hậu của Baruunturuun | Dữ liệu khí hậu của Baruunturuun | Dữ liệu khí hậu của Baruunturuun | Dữ liệu khí hậu của Baruunturuun | Dữ liệu khí hậu của Baruunturuun | Dữ liệu khí hậu của Baruunturuun | Dữ liệu khí hậu của Baruunturuun |
| Tháng                                    | 1                                | 2                                | 3                                | 4                                | 5                                | 6                                | 7                                | 8                                | 9                                | 10                               | 11                               | 12                               | Năm                              |
| ---------------------------------------- | -------------------------------- | -------------------------------- | -------------------------------- | -------------------------------- | -------------------------------- | -------------------------------- | -------------------------------- | -------------------------------- | -------------------------------- | -------------------------------- | -------------------------------- | -------------------------------- | -------------------------------- |
| Cao kỉ lục °C (°F)                       | 4.9 (40.8)                       | 1.4 (34.5)                       | 12.2 (54.0)                      | 27.2 (81.0)                      | 37.5 (99.5)                      | 34.7 (94.5)                      | 39.2 (102.6)                     | 35.0 (95.0)                      | 33.5 (92.3)                      | 23.9 (75.0)                      | 13.5 (56.3)                      | 13.0 (55.4)                      | 39.2 (102.6)                     |
| Trung bình ngày tối đa °C (°F)           | −24.7 (−12.5)                    | −21.8 (−7.2)                     | −10.4 (13.3)                     | 5.1 (41.2)                       | 17.6 (63.7)                      | 23.0 (73.4)                      | 23.7 (74.7)                      | 22.3 (72.1)                      | 16.6 (61.9)                      | 6.1 (43.0)                       | −7.5 (18.5)                      | −20.8 (−5.4)                     | 2.4 (36.4)                       |
| Trung bình ngày °C (°F)                  | −31.4 (−24.5)                    | −28.3 (−18.9)                    | −18.4 (−1.1)                     | −1.6 (29.1)                      | 10.1 (50.2)                      | 15.9 (60.6)                      | 17.1 (62.8)                      | 15.3 (59.5)                      | 8.9 (48.0)                       | −0.7 (30.7)                      | −14.3 (6.3)                      | −26.6 (−15.9)                    | −4.5 (23.9)                      |
| Tối thiểu trung bình ngày °C (°F)        | −36.3 (−33.3)                    | −35.0 (−31.0)                    | −24.7 (−12.5)                    | −7.5 (18.5)                      | 2.6 (36.7)                       | 8.2 (46.8)                       | 10.9 (51.6)                      | 8.8 (47.8)                       | 2.7 (36.9)                       | −6.3 (20.7)                      | −19.9 (−3.8)                     | −31.5 (−24.7)                    | −10.7 (12.8)                     |
| Thấp kỉ lục °C (°F)                      | −49.9 (−57.8)                    | −45.9 (−50.6)                    | −40.6 (−41.1)                    | −30.2 (−22.4)                    | −12.2 (10.0)                     | −8.6 (16.5)                      | 0.0 (32.0)                       | −4.8 (23.4)                      | −12.0 (10.4)                     | −25.8 (−14.4)                    | −37.9 (−36.2)                    | −47.1 (−52.8)                    | −49.9 (−57.8)                    |
| Lượng Giáng thủy trung bình mm (inches)  | 3.8 (0.15)                       | 3.3 (0.13)                       | 6.0 (0.24)                       | 13.0 (0.51)                      | 16.6 (0.65)                      | 31.6 (1.24)                      | 54.2 (2.13)                      | 43.0 (1.69)                      | 24.5 (0.96)                      | 12.6 (0.50)                      | 9.0 (0.35)                       | 6.3 (0.25)                       | 223.9 (8.8)                      |
| Số ngày giáng thủy trung bình (≥ 1.0 mm) | 1.4                              | 1.3                              | 1.9                              | 3.4                              | 2.8                              | 5.8                              | 7.8                              | 7.1                              | 4.1                              | 3.2                              | 2.7                              | 1.9                              | 43.4                             |
| Nguồn: NOAA (1961-1990)                  |                                  |                                  |                                  |                                  |                                  |                                  |                                  |                                  |                                  |                                  |                                  |                                  |                                  |

## Hành chính
Sum được chia thành 4 bag (xã):
- Turuun
- Shand
- Bayan-Airag
- Züünturuun

## Kinh tế
Sum có một trường học, bệnh viện và khu dịch vụ. Trong những năm 1950 và 1990, Baruunturuun có một nông trường quốc doanh, diện tích lên đến 30.000-40.000 ha.

## Giao thông
Sum có sân bay Baruunturuun. MIAT Mongolian Airlines từng có đường bay thẳng đến Baruunturuun từ Ulaanbaatar cho đến năm 2005, nhưng đã dừng lại do thiếu máy bay.